# Macrorhamphosodes uradoi
Macrorhamphosodes uradoi és una espècie de peix de la família dels triacantòdids i de l'ordre dels tetraodontiformes.

## Morfologia
- Els mascles poden assolir 16,5 cm de longitud total.[5]

## Alimentació
Menja escates d'altres peixos.

## Hàbitat
És un peix marí, de clima tropical i demersal que viu entre 50-675 m de fondària.

## Distribució geogràfica
Es troba des de Kenya fins al Japó i Nova Zelanda.

## Observacions
És inofensiu per als humans.